# Elecciones parlamentarias de Eslovaquia de 2012
Las elecciones parlamentarias de Eslovaquia de 2012 fueron unas elecciones que tuvieron lugar en este país postsoviético el día 10 de marzo de 2012. El resultado fue una victoria del partido opositor Smer-SD, y su líder, Robert Fico fue elegido nuevo primer ministro de Eslovaquia.

## Marco político pre-elecciones
El Parlamento eslovaco se encontraba en una situación delicada debido a la caída de la coalición liderada por el partido de la primera ministra eslovaca, Iveta Radičová, la Unión Cristiana y Democrática Eslovaca. La situación derivaba desde octubre de 2011 debido a una moción de censura perdida por el gobierno debido a su apoyo al Fondo Europeo de Estabilidad Financiera.
Todo esto en mitad de la aparición de numerosos casos de corrupción entre políticos de Centro-Derecha.
Esta situación desembocó en la victoria por una aplastante mayoría absoluta del partido de la oposición, Smer-SD.

## Campaña Política

### Partidos presentados a las elecciones
A continuación se pasa a detallar la lista de la totalidad de los partidos que se presentaron a las elecciones en Eslovaquia en 2012:

#### Con representación parlamentaria
En negrita el partido gobernante y a la derecha entre paréntesis el número de diputados:
- Smer-SD (83)
- Movimiento Democrático Cristiano (16)
- Gente Común y Personalidades Independientes (16)
- Most–Híd (13)
- SDKÚ-DS (11)
- Libertad y Solidaridad (11)

#### Sin representación parlamentaria
| - Partido Nacional Eslovaco - Partido de la Comunidad Húngara - 99% Voz Cívica - Partido Popular-Nuestra Eslovaquia - Cambio desde abajo, Unión Democrática de Eslovaquia - Partido de la Libertad de Expresión - Partido Popular-Movimiento por una Eslovaquia Democrática - Partido Comunista de Eslovaquia - Nación y Justicia-Nuestro Partido | - Partido Verde - Ley y Justicia - Lo Hacemos por los Niños - Foro Libre - Los Verdes - Nuestra Tierra - Partido de la Izquierda Democrática - Gente Común - Partido de los Trabajadores Autónomos de Eslovaquia - Partido de los Ciudadanos Eslovacos - Partido de la Unión Gitana de Eslovaquia - Partido Voz +1 |

## Resultados electorales
| Partido                                                   | Votos     | %     | Escaños | +/–   |
| --------------------------------------------------------- | --------- | ----- | ------- | ----- |
| Dirección– Socialdemocracia                               | 1.134.280 | 44,42 | 83      | +21   |
| Movimiento Demócrata Cristiano                            | 225.361   | 8,82  | 16      | +1    |
| Gente Común                                               | 218.537   | 8,56  | 16      | Nuevo |
| Most–Híd                                                  | 176.088   | 6,90  | 13      | -1    |
| Unión Demócrata y Cristiana Eslovaca-Partido Democrático  | 155.744   | 6,10  | 11      | -17   |
| Libertad y Solidaridad                                    | 150.266   | 5,88  | 11      | -11   |
| Partido Nacional Eslovaco                                 | 116.420   | 4,56  | 0       | -9    |
| Partido de la Coalición Húngaro                           | 109.483   | 4,29  | 0       |       |
| 99%-Voz Cívica                                            | 40.488    | 1,59  | 0       | Nuevo |
| Kotlebistas - Partido Popular Nuestra Eslovaquia          | 40.460    | 1,58  | 0       |       |
| Zmena zdola                                               | 33.155    | 1,30  | 0       | Nuevo |
| Partido de la Libertad de Expresión-Nora Mojsejová        | 31.159    | 1,22  | 0       | Nuevo |
| Partido Popular-Movimiento por una Eslovaquia Democrática | 23.772    | 0,93  | 0       |       |
| Partido Comunista de Eslovaquia                           | 18.583    | 0,73  | 0       |       |
| Nación y Justicia-Nuestro Partido                         | 16.234    | 0,64  | 0       | Nuevo |
| Partido Verde                                             | 10.832    | 0,42  | 0       | Nuevo |
| Ley y Justicia                                            | 10.604    | 0,42  | 0       | Nuevo |
| Foro Libre                                                | 8.908     | 0,35  | 0       | Nuevo |
| Verdes                                                    | 7.860     | 0,31  | 0       |       |
| Nuestra Región                                            | 4.859     | 0,19  | 0       | Nuevo |
| Partido de la Izquierda Democrática                       | 4.844     | 0,19  | 0       |       |
| Gente Ordinaria                                           | 4.320     | 0,17  | 0       | Nuevo |
| Partido de los Autónomos de Eslovaquia                    | 3.963     | 0,16  | 0       | Nuevo |
| Partido de los Ciudadanos de Eslovaquia                   | 3.836     | 0,15  | 0       | Nuevo |
| Partido de la Unión Romaní de Eslovaquia                  | 2.891     | 0,11  | 0       | Nuevo |
| Partido +1 Voz                                            | 779       | 0,03  | 0       | Nuevo |
| Votos en blanco/nulos                                     | 33.472    | –     | –       | –     |
| Total                                                     | 2.587.198 | 100   | 150     | 0     |
| Participación electoral                                   | 4.392.451 | 58,90 | –       | –     |
| Fuente: Volby,                                            |           |       |         |       |